# Zosma
Zosma (delta Leonis) is een heldere ster in het sterrenbeeld Leeuw (Leo).
De ster staat ook bekend als Zozma, Zosca, Zozca, Duhr, Dhur en Zubra en maakt deel uit van de Siriusgroep.

## NGC 3588-1 en NGC 3588-2
Net ten zuiden van deze ster kunnen de sterrenstelsels NGC 3588-1 en NGC 3588-2 opgemerkt worden. Het waarnemen en fotograferen van deze stelsels, met behulp van telescopen en aangekoppelde cameras, kan bemoeilijkt worden door het schijnsel van de zich schijnbaar zeer nabij bevindende heldere ster.